# Скаржинський Михайло Казимирович
Анто́ній-Олекса́ндр Скаржи́нський (пол. Antoni Aleksander Skarżyński), в хрещенні Миха́йло Казими́рович Скаржи́нський (нар. ?  — пом. 1753) — польський шляхтич на російській військовій службі, засновник українського козацького роду Скаржинських, сотник  Лубенського полку.

## Життєпис
Народився у Трокському воєводстві Великого князівства Литовського в родині шляхтича Казимира Скаржинського.
Навчався в єзуїтському колегіумі в Орші.
У 1733 році перейшов на військову службу до Російської імперії, прийняв православ'я й отримав у хрещенні ім'я Михайло. Виконував функції перекладача з польської та латинської мов при російських генералах.
Наказом генеральної військової колегії від 18 липня 1734 року був призначений сотником 1-ї лубенської полкової сотні, на цій посаді пробув до 1750 року.
У 1741 році «за сприйняття віри православної та за ревну службу» отримав маєтність з 20 дворів у Чорнухинській сотні Лубенського полку.

## Родина
По батькові мав чотирьох братів (Петро, Федір, Іван, Бенедикт) та чотирьох сестер, які залишились на польській службі та в католицькій вірі.
У 1741 році одружився з Марією Д'яковською, яка народила з ним трьох синів: Михайла, Петра, Івана та двох доньок.